# مجموعه هنر ایران در موزه ارمیتاژ
مجموعهٔ هنر ایران در موزهٔ ارمیتاژ یکی از مجموعه‌ها در موزهٔ اِرمیتاژ در شهر سنت پترزبورگ است که یکی از غنی‌ترین مجموعه‌های آثار هنری و تاریخی ایران محسوب می‌شود. این موزه با بیش از ۳ میلیون اثر هنری که در طی دو قرن‌ونیم گردآوری شده‌اند، پیشرفت فرهنگ و هنر جهانی را از عصر حجر تا قرن بیستم به نمایش می‌گذارند. مجموعهٔ هنر ایران در موزهٔ ارمیتاژ دارای دو بخش پیش از اسلام و پس از اسلام است که در بخش ایران باستان، آثاری از دورهٔ ساسانی شامل ظروف نقره، سکه‌ها، و مُهرها به نمایش گذاشته شده‌اند (اتاق شمارهٔ ۳۹۱) و در بخش ایران در دورهٔ اسلامی نیز مجموعه‌ای از ظروف فلزی، تابلوهای نقاشی، و سایر اشیاء مربوط به قرن هفتم تا نوزدهم میلادی (اتاق‌های شمارهٔ ۳۹۳-۳۹۷) در آن نگهداری می‌شوند.
مجموعهٔ ایران باستان این موزه شامل آثار معدودی از دورهٔ ایلامی، هخامنشی، و اشکانی می‌شود ولی آثار ساسانی در این موزه فراوانی بیشتری دارند، به‌طوری که ارمیتاژ را به بزرگ‌ترین مجموعهٔ ظروف نقره‌ای ساخته‌شده در ایران و آسیای مرکزی در سده‌های سوم تا نهم تبدیل می‌کند.

## مجموعهٔ ایران باستان

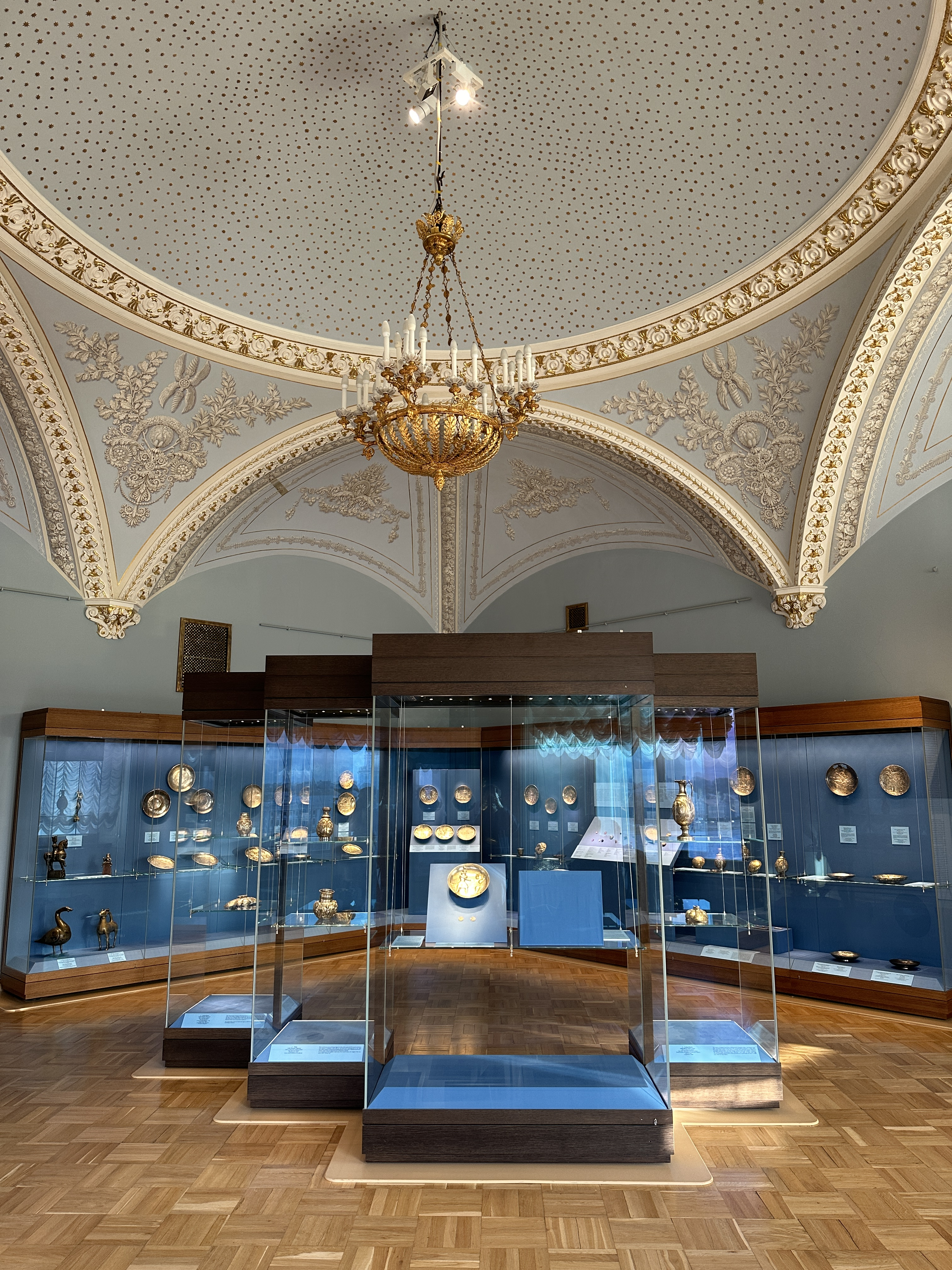
تالار ایران پیش از اسلام و آثار نقره‌ای ساسانی در موزهٔ ارمیتاژ

از کهن‌ترین اشیای هنر ایرانی در مجموعهٔ ارمیتاژ می‌توان به ۵۵ ظرف منقوش ایلامی مربوط به اواخر هزارهٔ چهارم تا سوم پیش از میلاد اشاره کرد که در آغاز قرن بیستم توسط هیئت باستان‌شناسی فرانسه در ایران به این موزه اهدا شد. آثار باستانی لرستان (قرن ۱۳ تا ۸ پیش از میلاد) که شامل دستبند، سنجاق، مجسمه‌های برنزی و سفال می‌شوند، مجموعه نسبتاً کوچکی را تشکیل می‌دهند. آثار عصر آهن نیز شامل چندین ظروف سفالی از تپهٔ حسنلو (قرن ۱۰ تا ۹ پیش از میلاد) و یک ظرف قرمز رنگ از منطقهٔ املش می‌شود که توسط آرتور پوپ به ارمیتاژ اهدا شد.
در میان اشیای دورهٔ هخامنشی، تکه‌ای از نقش‌برجسته‌ای از تخت جمشید (سر یکی از سربازان گارد جاویدان) که توسط دولت ایران در سال ۱۹۳۵ به موزه اهدا شد وجود دارد و نیز کاسه‌ای طلایی با دسته‌هایی به شکل شیر که در قرن هجدهم در نزدیکی آستاراخان یافت شد، چندین قطعهٔ جواهر: گردن‌بندهای طلایی با سنگ‌های نیمه‌قیمتی، پلاکی با تصویر یک مرد بالدار (که برخی آن را نماد اهورامزدا می‌دانند) و مجسمه‌های حیوانات. بیشتر این اشیاء از مجموعهٔ سیبری تزار پتر یکم به موزه منتقل شدند. مجموعهٔ کوچکی از مهرها شامل مهر استوانه‌ای مربوط به اواخر قرن پنجم پیش از میلاد که نشان‌دهندهٔ پیروزی یک پادشاه ایرانی بر مصر، چندین مهر کلسدونی و کارنلی به سبک یونانی- ایرانی، از جمله مهری قابل‌توجه از نبرد بین یک سوارکار و یک سرباز پیاده.
دورهٔ اشکانی عمدتاً با یافته‌هایی از نسا در ترکمنستان امروزی، از کاوش‌های یکی از اولین کاخ‌های پادشاهان اشکانی که در سال‌های ۱۹۴۷–۱۹۶۳ انجام شد، پوشش داده شده‌است. بیشتر اشیایی که از کاوش‌ها به دست آمدند اکنون در موزهٔ تاریخ عشق‌آباد نگهداری می‌شوند. دولت ترکمنستان چهار تکوک عاج متعلق به قرن دوم پیش از میلاد و چندین پلاک سفالی که زمانی کاخ اشکانی را تزئین می‌کرد را به ارمیتاژ اهدا کرد. بیش از ۲۶۰۰ سند از آرشیو انبارهای شراب سلطنتی (ربع آخر قرن دوم تا اواسط قرن اول پیش از میلاد) نیز در ارمیتاژ وجود دارند. به عبارت دقیق‌تر، تکوک عاجی از نساء را نمی‌توان قطعه‌ای از هنر ایرانی دانست. آنها توسط صنعتگران یونانی-باختری تولید می‌شدند و احتمالاً به عنوان غنایم جنگی به خزانهٔ پادشاهان اشکانی می‌رسیدند.

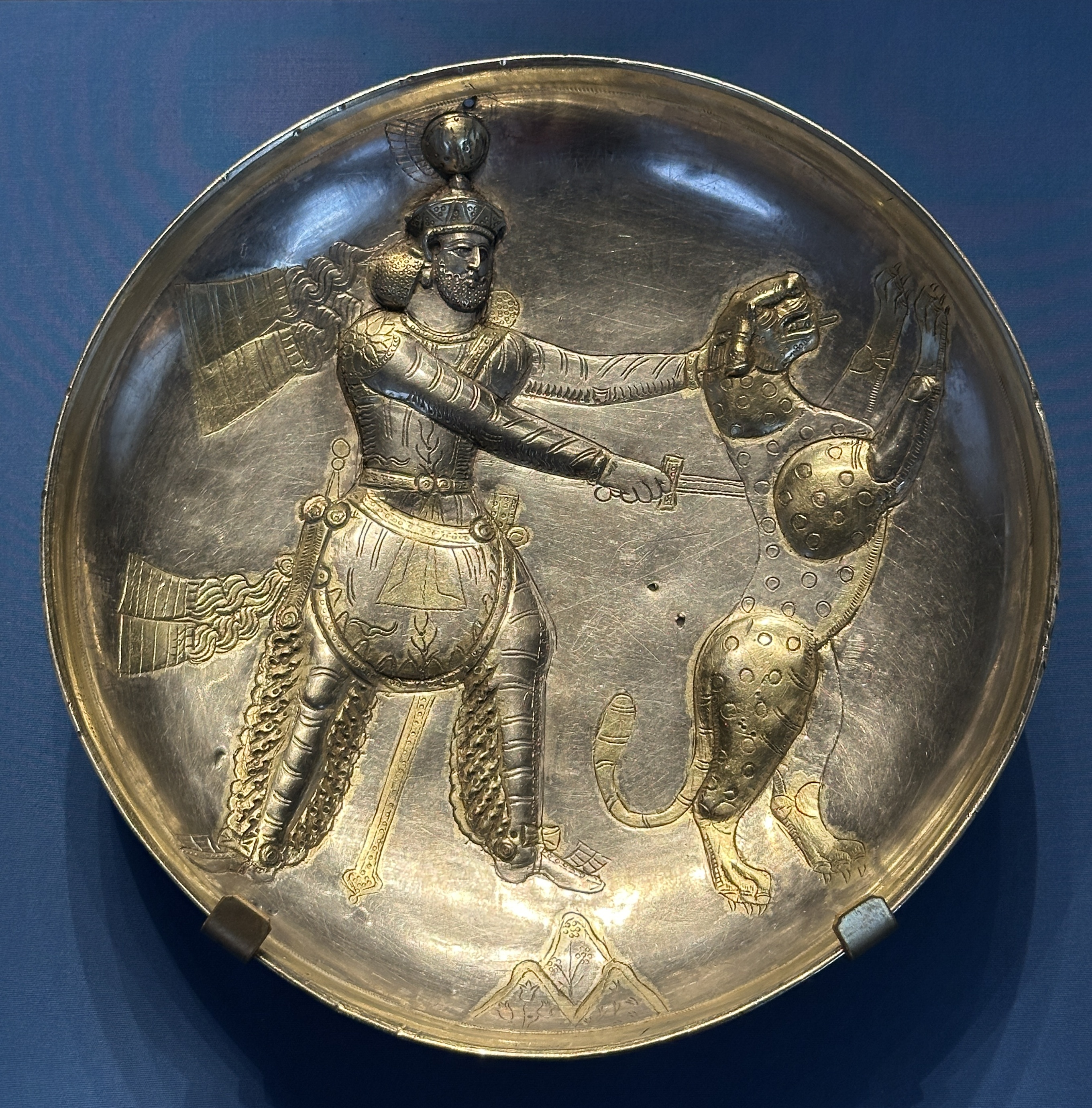
بشقاب نقره‌ای که در آن شاپور سوم در حال جنگ با یک جانور است

ارمیتاژ دارای بزرگ‌ترین مجموعهٔ ظروف نقره‌ای ساخته‌شده در ایران و آسیای مرکزی در سده‌های سوم تا نهم است. بیشتر این ظروف از یافته‌های تصادفی و انبارهای کشف‌شده در حوضه‌های رودخانه‌های کاما و اب و از دههٔ ۱۷۸۰ به دست آمده‌اند. برخی از ظروف طلا و نقرهٔ هلنیستی ایرانی و باختری در مجموعهٔ سیبری پتر یکم وجود داشتند. ظروف نقرهٔ شرقی عمدتاً توسط بازرگانان آسیای میانه در ازای خز به منطقهٔ کاما و اب آورده می‌شد. یافته‌هایی از تاریخ‌های قدیمی‌تر نیز وجود دارد، به‌عنوان مثال، مدالیونی که یکی از پادشاهان اشکانی سدهٔ اول میلادی از ناحیهٔ اب را نشان می‌دهد. یافته‌های کاما و سیبری عمدتاً از طریق کمیسیون باستان‌شناسی امپراتوری (از دههٔ ۱۸۶۰) به ارمیتاژ منتقل شدند. پس از انقلاب ۱۹۱۷ مجموعهٔ بزرگی از خانوادهٔ استروگانف به موزه آمد (۱۹۲۵) و چندین ظروف نقرهٔ دیگر از مجموعه‌های خصوصی. بین سال‌های ۱۹۲۰ و ۱۹۴۰ هرمیتاژ چندین یافته و انبارهای احتکار شده از مناطق مختلف روسیه دریافت کرد. چندین کشتی از یافته‌های اوکراین، قفقاز شمالی، منطقهٔ دان و گرجستان به دست آمده‌اند. از میان یافته‌های اوکراینی، معروف‌ترین آنها گنجینهٔ پرشچپینه است، که مربوط به دفن برخی از سران عشایر قرن هفتم است که در ناحیهٔ پولتاوا در سال ۱۹۱۲ یافت شد، و حاوی چندین ظروف طلای منحصر به فرد ساسانی بود.
کل مجموعه زمانی شکل گرفت که ظروف نقرهٔ شرقی در روسیه ارزش تجاری خاصی نداشت، بنابراین عاری از آثار تقلبی بود. تنها اثر جعلی، بشقابی بود که صحنهٔ شکار شیرها توسط بهرام پنجم را نشان می‌داد که در راولپندی خریداری شده بود. در مجموع، ارمیتاژ دارای سه ظرف طلا و سی و پنج (یا سی و شش) ظرف نقرهٔ ساسانی است که قابل توجه‌ترین آنها یازده بشقاب با صحنه‌های شکار سلطنتی است. مشخص‌کردن حد دقیق بین دورهٔ ساسانی و پس از آن دشوار است. هنوز هم احتمالاً می‌توان سه یا چهار ظرف را به نیمهٔ دوم قرن هفتم یا قرن هشتم نسبت داد.
مجموعهٔ مهرهای ساسانی شامل بیش از ۱۲۰۰ مهر است که بسیاری از آنها از مجموعه‌های معروف اروپایی، مانند مجموعهٔ دوک اورلئان، از مجموعه‌های روسی (کاستالسکی، کیبالچیچ، پتروفسکی، لملین) یا از یافته‌های مستند در قفقاز بدست آمده‌اند. مجموعهٔ ساسانی غنی‌ترین مجموعه در جهان است و دارای بیش از ۶۰۰۰ سکه است، از جمله سکه‌های مجموعه‌های قدیمی مشهور (بارتولومایی، دورن) و یافته‌های آسیای مرکزی (جمع‌آوری شده توسط ژنرال کوماروف). سکه‌های کمیاب عبارتند از دو دینار هرمزد دوم، دینار انوشیروان و دینار خسروپرویز، و منتخبی از سکه‌های ساسانی که توسط فرمانروایان کشورهای آسیای میانه (سود، چاچ) و تقلیدهای محلی از سکه‌های ساسانی هستند.

## مجموعهٔ دورهٔ اسلامی

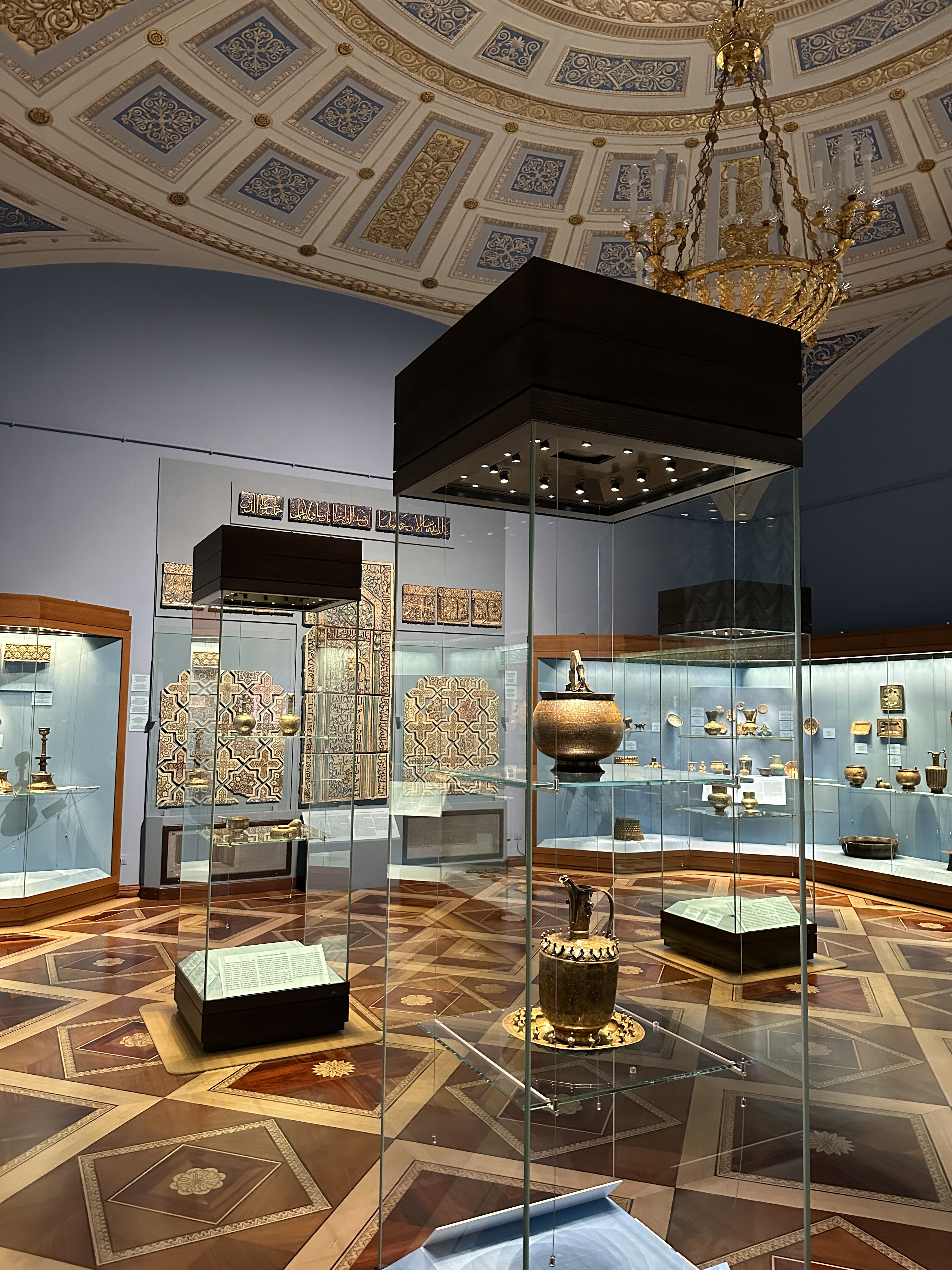
یکی از تالارهای مجموعهٔ ایران در دورهٔ اسلامی در موزهٔ ارمیتاژ

هنر ایرانی از صدر اسلام تا آغاز قرن بیستم عنوان مجموعه‌ای است که در موزهٔ ارمیتاژ به نمایش گذاشته شده. تعداد کل اشیا به‌دقت معلوم نیست، زیرا مجموعه هرگز به‌کلی مستندسازی نشده‌است؛ تا به حال تنها دو کاتالوگ تخصصی مربوط به آن منتشر شده‌است. با این حال، اشیاء مربوط به همهٔ ادوار در این بازهٔ زمانیِ ۱۴۰۰ ساله، به‌دلیل نحوهٔ توسعهٔ مجموعه، به‌طور یکسان و به شایستگی به نمایش گذاشته نشده‌اند. این مجموعهٔ تازه، پس از تأسیس دپارتمان شرقی، در سال ۱۹۲۰ شکل گرفت. در آن زمان، موزه‌های سنت پترزبورگ دچار یک فرایند بازسازماندهی و تخصصی‌شدن گردیدند، که در جریان آن، مجموعه‌های ایرانیِ مربوط به قرون وسطی در ارمیتاژ قرار گرفتند. موزه همچنین اشیایی را از ناحیهٔ کوباچی جمهوری داغستان به دست آورد، ولی هیچ کاوش باستان‌شناسانه‌ای در ایران صورت نگرفت و از خود ایران هیچ شیء هنری خریداری نشد.
در طول دو قرن و نیم اول پس از گسترش اسلام، شکل جدیدی از هنر در سرزمین‌های تحت حکومت سلسله‌های اموی و عباسی که مراکز عمدهٔ سیاسی آن در غرب ایران قرار داشت، شروع به شکل‌گیری کرد. نمونه‌های بسیار کمی از این دوره در ارمیتاژ وجود دارد، اما مصنوعات نقره‌ای مربوط به قرن‌های ۷ تا ۹ میلادی گواه تداوم سنت هنری قوی ساسانی در ایران است. اولین نمونه‌های هنر اسلامی در این مجموعه مربوط به قرن دهم است.
تاریخ هنر ایرانی بین قرن‌های ۱۰ و ۱۹ معمولاً بر اساس سلسله طبقه‌بندی می‌شود تا تکامل سبک. اگرچه این نوع طبقه‌بندی در حال منسوخ‌شدن است و دارای کاستی‌هایی است، اما هیچ سیستم دیگری هنوز مورد پذیرش گسترده‌ای قرار نگرفته‌است.

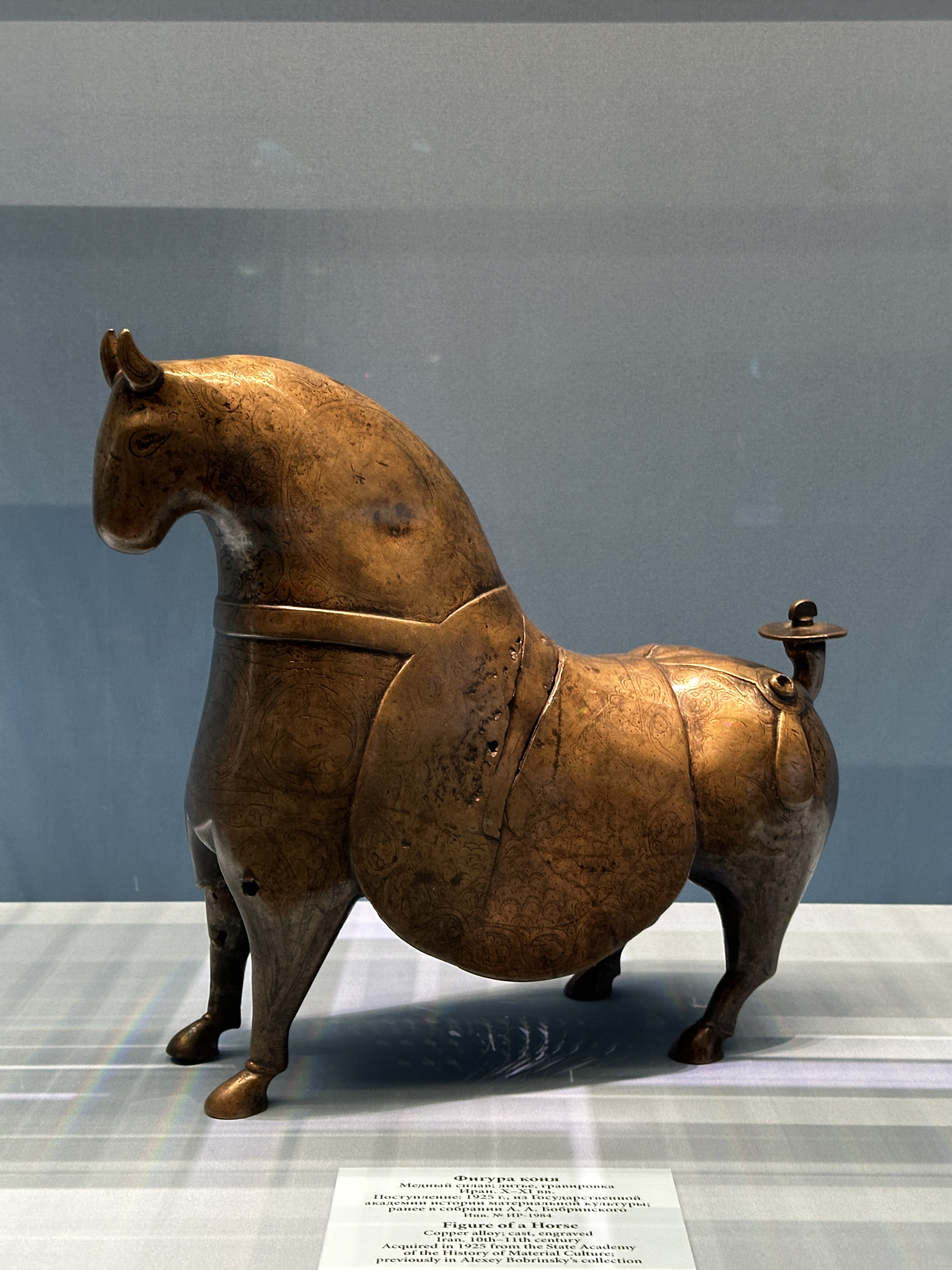
مجسمه‌ای مسی از یک اسب متعلق به قرن ۱۰-۱۱ میلادی که در موزهٔ ارمیتاژ نگهداری می‌شود

### آثار فلزی
اقلام ساخته‌شده از برنز یا برنج (تاکنون هیچ تجزیه و تحلیل آزمایشگاهی از آلیاژها انجام نشده‌است) هستهٔ اصلی مجموعه‌ٔ فلزکاری را تشکیل می‌دهند که در مجموع بیش از ۶۵۰ مورد را شامل می‌شوند. گروه برنزهای خراسان که بین قرن یازدهم تا اوایل قرن سیزدهم میلادی تولید شده‌اند، پرتعدادترین آنهایند که شامل بیش از ۲۲۰ قطعه است که بسیاری از آنها با نقوش منبت‌کاری مس و نقره تزئین شده‌اند و شامل اشیاء هنری معروفی مانند قلمدانی است که در سال ۱۱۴۸ میلادی (۵۴۲ هجری قمری) توسط استاد صنعتگر عمر بن فضل بن یوسف البیع ساخته شده و ابیاتی از شعر فارسی نیز بر آن منقوش است. ظرف معروف هرات ساخته‌شده در سال ۱۱۶۳ میلادی (۵۵۹ ه‍. ق.) توسط صنعتگران محمد بن عبدالواحد و مسعود بن احمد نقاش؛ دستگاه عودسوز قرن یازدهمی به شکل سیاهگوش که روی آن نام صنعتگر (یا مالک؟) علی بن محمد تاجی حک شده‌است؛ ظرف آبی معروف به شکل زبوی ماده با گوساله و شیر که در سال ۱۲۰۶ میلادی (۶۰۳ ه‍. ق.) توسط استاد صنعتگر علی بن محمد بن ابوالقاسم نقاش ساخته شده.
گروه زمانی بعدی شامل حدود ۸۰ اثر باستانی از نیمهٔ دوم قرن سیزدهم تا اوایل قرن پانزدهم با طرح‌های منبت‌کاری‌شده به طلا و نقره است. از این میان شمعدانی از سال ۱۳۲۵ (۷۲۵ ه‍. ق.) اثر روح‌الدین طاهر، ظرفی مربوط به سال ۱۳۳۲ تا ۱۳۳۳ (۷۳۳ ه‍. ق.) توسط محمد شاه شیرازی و ظرفی در دههٔ ۱۳۴۰ ساختهٔ ابو اسحاق انجو قابل توجه است.  بیشتر اقلام این گروه احتمالاً در قرن ۱۴ و ۱۵ در شیراز ساخته شده‌اند، اگرچه تحقیقات آینده ممکن است برخی از آنها را به مراکز تولید دیگر نسبت دهد.
گروه سوم، شامل ۱۷۲ اثر مسی و برنزی است که به اواسط قرن چهاردهم تا اواسط قرن هجدهم بازمی‌گردند. این گروه، بزرگ‌ترین مجموعهٔ موزه از آثار این دوره در جهان است. در آن زمان نقوش منبت طلا و نقره به تدریج ناپدید شدند و کتیبه‌های عربی جای خود را به ابیات فارسی سعدی، حافظ، قاسم انوار و کاتبی ترشیزی و همچنین شعرای کمتر معروف داد. نوزده مورد از این آثار، دارای تاریخ دقیق تولید بر روی خودشان هستند و بر روی پنج اثر، نام صنعتگرانی که آنها را ساخته‌اند حک شده‌است. یک مجموعه از اقلام این گروه بین دههٔ ۱۴۵۰ تا ۱۵۳۰ در خراسان ساخته می‌شد، اما در اغلب موارد هنوز محل تولید مشخص نشده‌است.
گروه چهارم مربوط به نیمهٔ دوم قرن هجدهم تا آغاز قرن بیستم هستند. کاهش شدید کیفیت اقلام مسی و برنزی تولیدشده پس از اواسط قرن هجدهم و تغییر قابل توجهی در شکل و طرح آنها و همچنین در تزئینات و نوع کتیبه‌های ساخته‌شده مشاهده می‌شود. ارمیتاژ دارای بیش از ۲۰۰ مورد از این دست است که همچنان در انتظار مطالعهٔ جدی هستند، همان‌طور که در مورد سایر مجموعه‌های از این نوع در سراسر جهان وجود دارد.
آثار بسیار کمی از فلزات گرانبها در این مجموعه وجود دارند: یک بشقاب نقرهٔ کوچک از ابتدای قرن یازدهم، شش ظروف نقرهٔ مربوط به قرن یازدهم تا دوازدهم، پنج دستبند نقرهٔ مربوط به قرن دوازدهم، جواهرات طلا و نقرهٔ مربوط به قرن سیزدهم (در گنجینه‌ای مربوط به منطقهٔ گرگان در آغاز قرن بیستم)، یک مدال نقره از نیمهٔ دوم قرن شانزدهم، یک حوض روی تزئین‌شده با سنگ‌های قیمتی و منبت‌های طلا از نیمهٔ دوم قرن شانزدهم، یک فنجان کوچک طلایی و سینی‌هایی با تزیینات مینا از نیمهٔ اول قرن هجدهم، دوازده اثر طلا و مینا از قرن نوزدهم، گروه کوچکی از اشیاء نقره از اواخر قرن نوزدهم و اوایل قرن بیستم، که برخی از آنها توسط استادان صنعتگر ساخته شده‌اند.
این مجموعه دارای تزئینات درهای فولادی مربوط به قرن هفدهم است که آیاتی از قرآن (۱۳:۲۴ و ۱۰:۶۳) بر آنها حکاکی شده‌اند.

### دیگر آثار

#### سفال

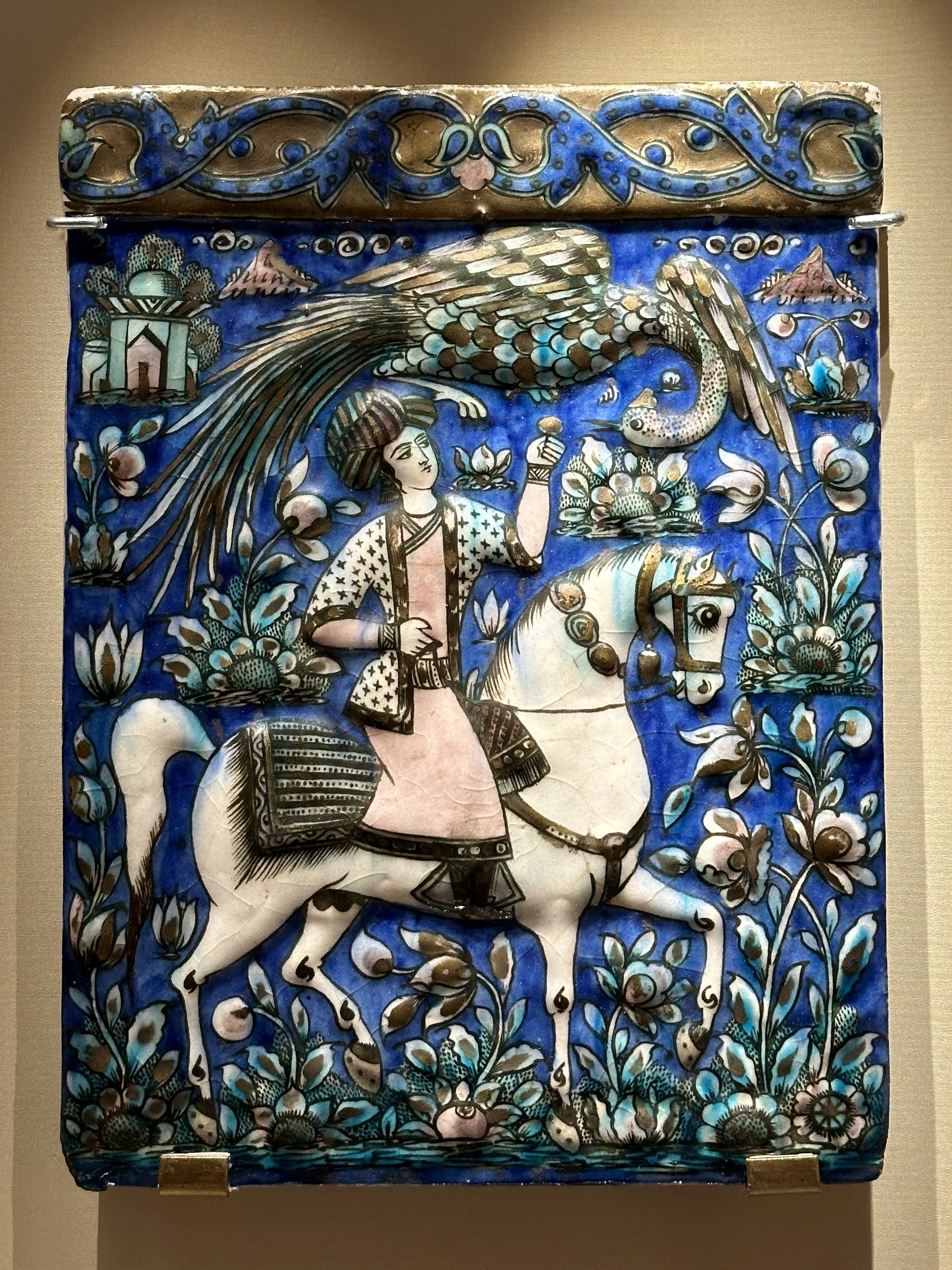
کاشی لعاب‌دار با نقش یک سوارکار مربوط به قرن ۱۹ که در موزهٔ ارمیتاژ نگهداری می‌شود

تقریباً هیچ سفالی که متعلق به قرن دهم تا اوایل قرن سیزدهم باشد در این مجموعه وجود ندارد. دوران مغول تنها با ۲۰ شیء نشان داده شده‌است که شامل چند اقلام و قطعات ظروف لعاب‌دار و ظروف با تزئینات میناکاری‌شده است. با این حال، مجموعهٔ بسیار خوبی از کاشی‌های لعاب‌دار مانند نمونه‌های مقبرهٔ امام‌زاده یحیی در ورامین (بیش از ۱۰۰۰ قطعه، اگرچه بیشتر آنها صرفاً قطعات شکسته هستند)، و همچنین کاشی‌های رنگ‌شده با کبالت و سایر رنگ‌ها وجود دارد.
نمونه‌های بسیار کمی از سرامیک‌های قرن چهاردهم وجود دارد، اما موزه دارای مجموعه‌ای باشکوه از سفال‌های دورهٔ بین قرن پانزدهم و آغاز قرن هجدهم است. این گروه هم از نظر کیفیت و هم از نظر کمیّت آثار قابل توجه است که تعداد آنها در حدود ۱۰۰۰ قلم است. تنها موزهٔ ویکتوریا و آلبرت در لندن مجموعه‌ای برای رقابت با این موزه دارد. آثار به‌اصطلاح «عصر تیموری» که مربوط به دوره‌ای بین قرن پانزدهم و آغاز قرن شانزدهم است نیز قابل توجه است. شامل ظرفی از مشهد به تاریخ ۱۴۷۳–۱۴۷۴ (۸۷۸ ه‍. ق.) است که با ابیات فارسی منقوش است. از مراکز مختلف تولید سرامیک دورهٔ صفویه نیز بازنمایی خوبی وجود دارد. سفال‌های قرن نوزدهم یا «دوران قاجار» نیز به خوبی نشان داده شده‌اند. تعداد این گروه بیش از ۱۰۰ مورد است، اما تحقیقات در مورد آن هنوز آغاز نشده‌است.

#### دست نوشته‌ها و مینیاتورها
مجموعهٔ نسخ خطی شامل ۳۲ جلد است که مربوط به قرن پانزدهم تا نوزدهم می‌شوند. ۱۳ مورد از آنها مصورند، اما اثر ادبی کمیابی در میان آنها دیده نمی‌شود. مشهورترین آنها، نسخهٔ خطی خمسهٔ نظامی گنجوی است که توسط محمود خوشنویس در هرات در سال ۱۴۳۱ (۸۳۵ ه‍. ق.) برای شاهرخ استنساخ شده‌است.
مجموعه‌ای از مینیاتورها و طراحی‌ها در مجموع ۱۴۴ مورد را شامل می‌شود و از قرن پانزدهم تا آغاز قرن نوزدهم را در بر می‌گیرند. از برجسته‌ترین آنها آثار رضا عباسی است: «جوانی با کوزه»، «دختری با کلاه خز» و «ضیافت در فضای باز». در پایان باید به ۱۵ تابلوی رنگ روغن از اواخر قرن هجدهم و آغاز قرن نوزدهم اشاره کرد که شامل دو بوم بزرگ از صحنه‌های کمیاب نبرد است: «نبرد بین ایرانیان و روس‌ها» و «فتحعلی‌شاه در حال بازدید از سپاه».

#### آثار لاکی
این مجموعهٔ ۲۹۵ قطعه‌ای یکی از بزرگ‌ترین نمایشگاه‌های موزه‌ای از این دست آثار محسوب می‌شود. این مجموعه بیشتر از قلمدان، آینه و جعبه در اشکال و اندازه‌های مختلف تشکیل شده‌است و شامل ۱۸۴ کارت بازی نیز می‌شود. اولین نمونه‌ها مربوط به قرن هفدهم است، اما بیشتر آنها در قرن نوزدهم تولید شده‌اند. از جمله آثار کمیاب این مجموعه، رحل‌های متعلق به اواسط قرن هفدهم، قلمدان ساخته‌شده توسط محمد ابراهیم بن حاجی یوسف قمی در ۱۶۸۱ (۱۰۹۲ ه‍. ق.) و صندوق محمدعلی بن محمدزمان که در سال ۱۷۰۰ (۱۱۱۲ ه‍. ق.) ساخته شد.

#### منسوجات
این مجموعه شامل تقریباً ۱۵۰ پارچهٔ نساجی است که اکثر آنها از قرن ۱۶ تا ۱۹ به‌طور غیریکنواختی بازنمایی شده‌اند. به عنوان مثال، برای نشان دادن قرن‌های ۱۱ و ۱۲ تنها یک تکه از پارچهٔ ابریشمی وجود دارد. این مجموعه همچنین شامل گلدوزی‌های قرن نوزدهمی است. تعداد کمی از منسوجات و گلدوزی‌ها نام بافندگان را نیز درج کرده‌اند. به سختی می‌توان گفت که چه تعداد از آنها ایرانی هستند، زیرا هرگز فهرست‌نویسی نشده‌اند. از جمله اشیای کمیاب‌تر، یکی تکه پارچه‌ای از قرن شانزدهم است که مجنون را در میان جانوران وحشی به تصویر می‌کشد، دیگری پارچه‌ای ابریشمی با صحنه‌های باغ مربوط به همان دوره است و در نهایت، تکه پارچه‌ای از زمان نادرشاه.

#### فرش
این هنر ایرانی نیز در این مجموعه به‌طور ناهموار نشان داده شده‌است. قدیمی‌ترین نمونه، قطعه‌ای از یک قالیچه (زیلو) بافته‌شده از قرن شانزدهم است. همچنین بیست فرش و تکه‌های فرش مربوط به قرن شانزدهم تا اوایل قرن هجدهم نیز در اینجا وجود دارد که شامل نیمی از فرش قرن شانزدهم با نقش‌های حیوانی، یک فرش ابریشمی قرن هفدهم است که با نخ نقره بافته شده، و قطعه‌ای از فرش قرن هفدهم از گروه کرمان است. بیش از ۱۰۰ فرش از قرن ۱۹ وجود دارد، اما هیچکدام برجسته نیستند.

#### مُهر
این آثار تنها در بیست سال اخیر مورد توجه محققان قرار گرفته‌اند. بیشتر آنها از سنگ‌های نیمه‌قیمتی ساخته شده‌اند، اگرچه تعدادی نقره و برنز نیز در میان آنها وجود دارد. فهرست تخصصی مجموعه ۱۵۸ مهر ایرانی متعلق به قرن شانزدهم تا آغاز قرن بیستم و همچنین ۳۰۰ مهر قدیمی‌تر از قرن چهاردهم را فهرست می‌کند. مهرهای قدیمی‌تر معمولاً کتیبه‌های کوفی دارند و شناسایی منشأ آنها دشوارتر است. نمی‌توان بیش از این تصور کرد که بیشتر آنها اصالت ایرانی دارند. از نمونه‌های کمیاب می‌توان به مهر میران‌شاه پسر تیمور به تاریخ ۱۴۰۰ (۸۰۲ ه‍. ق.) و مهر گوهرشاد همسر شاهرخ اشاره کرد.

## نگارخانه

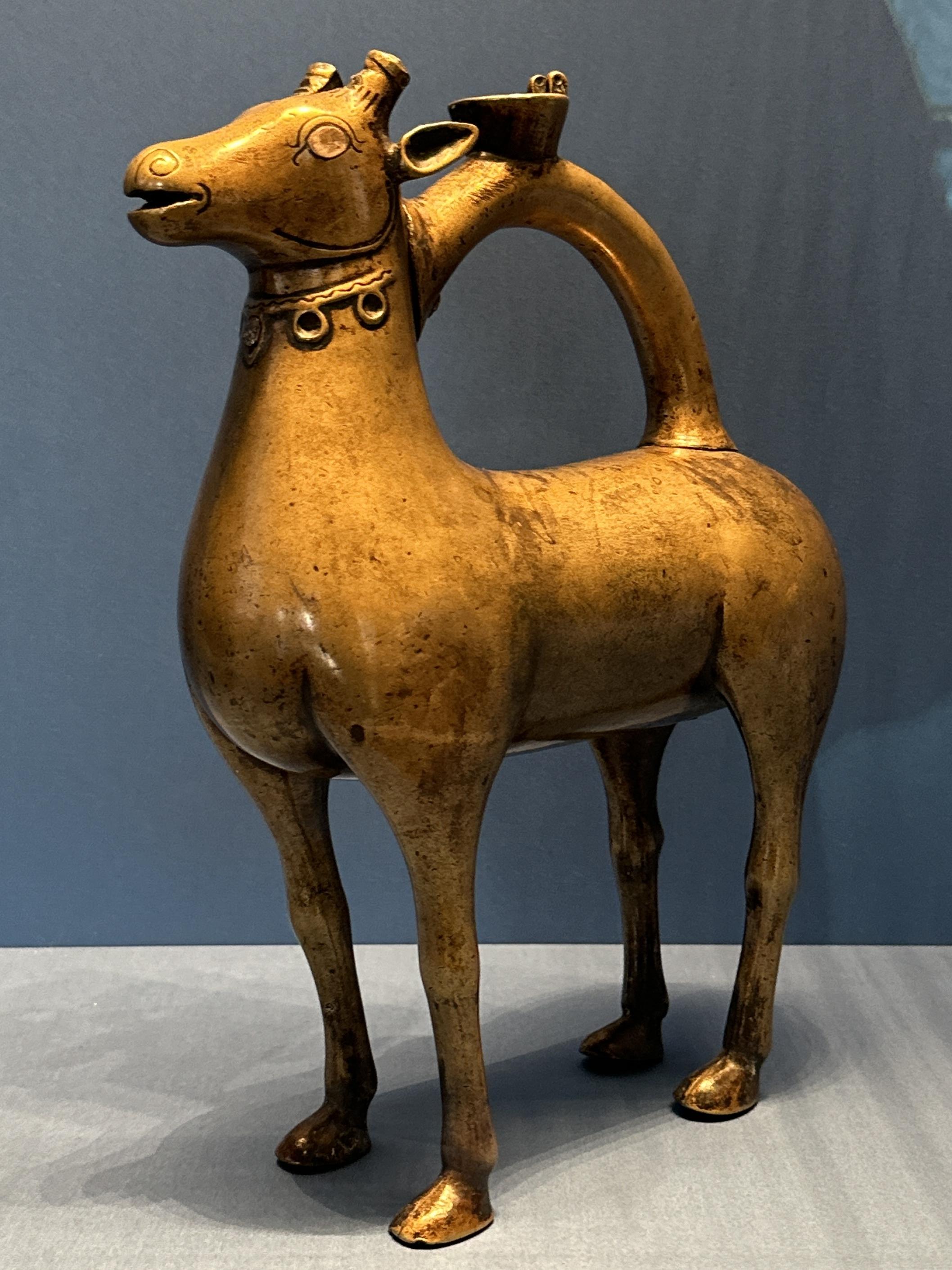
ظرف آب به شکل گوزن
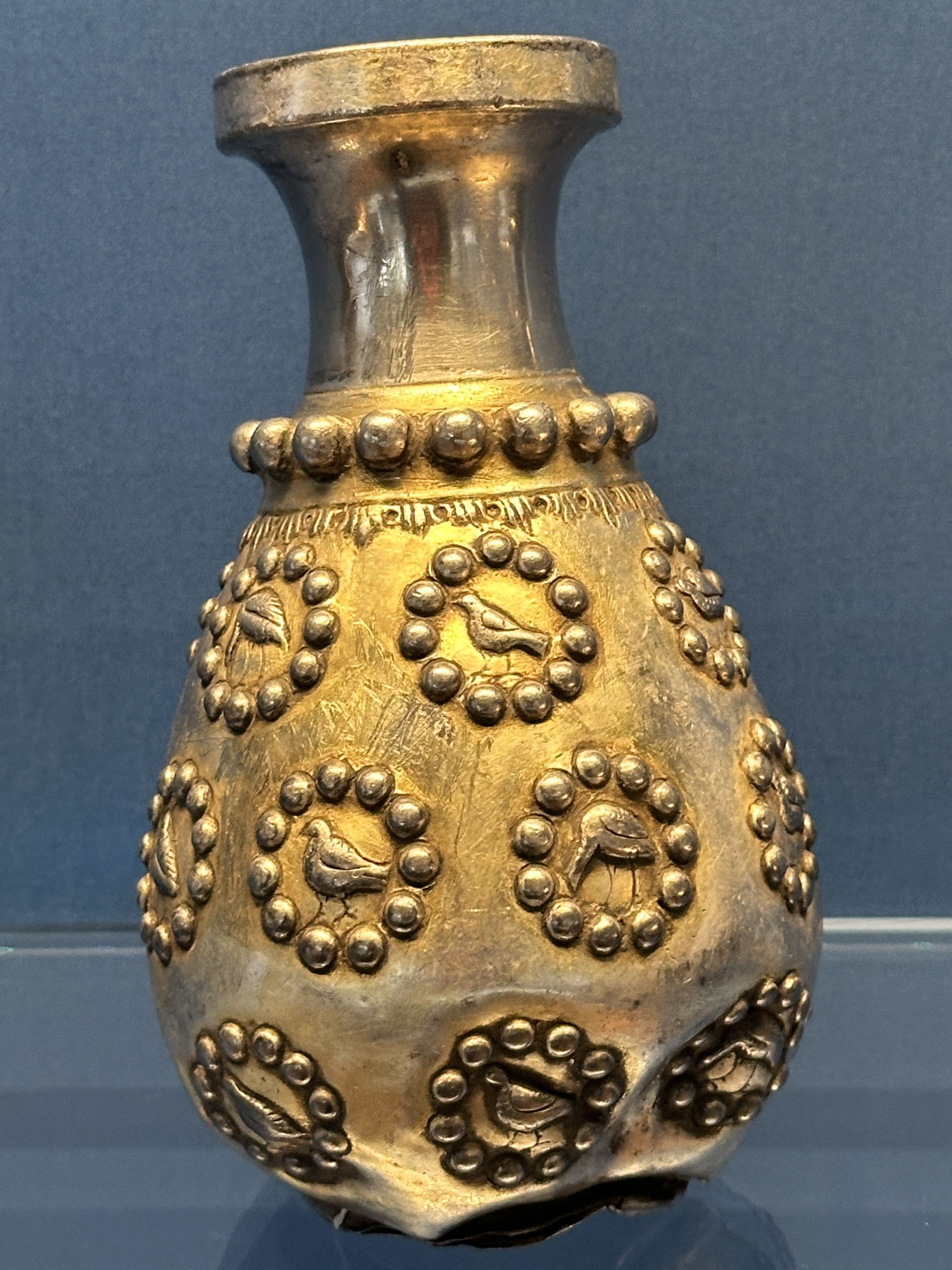
بشقابی نقره‌ای با نقش پرنده
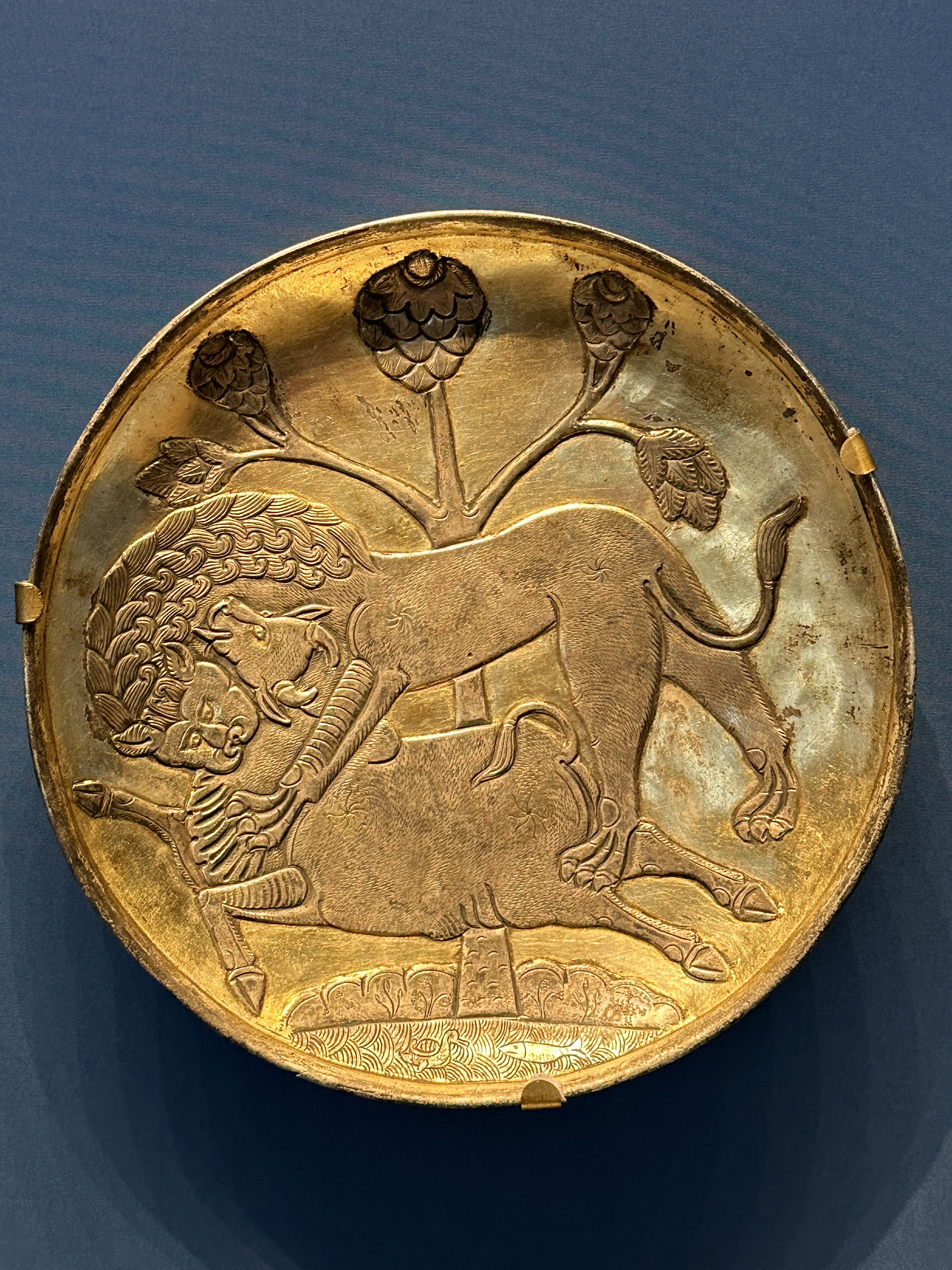
بشقابی نقره‌ای با نقش نبرد شیر و گاو
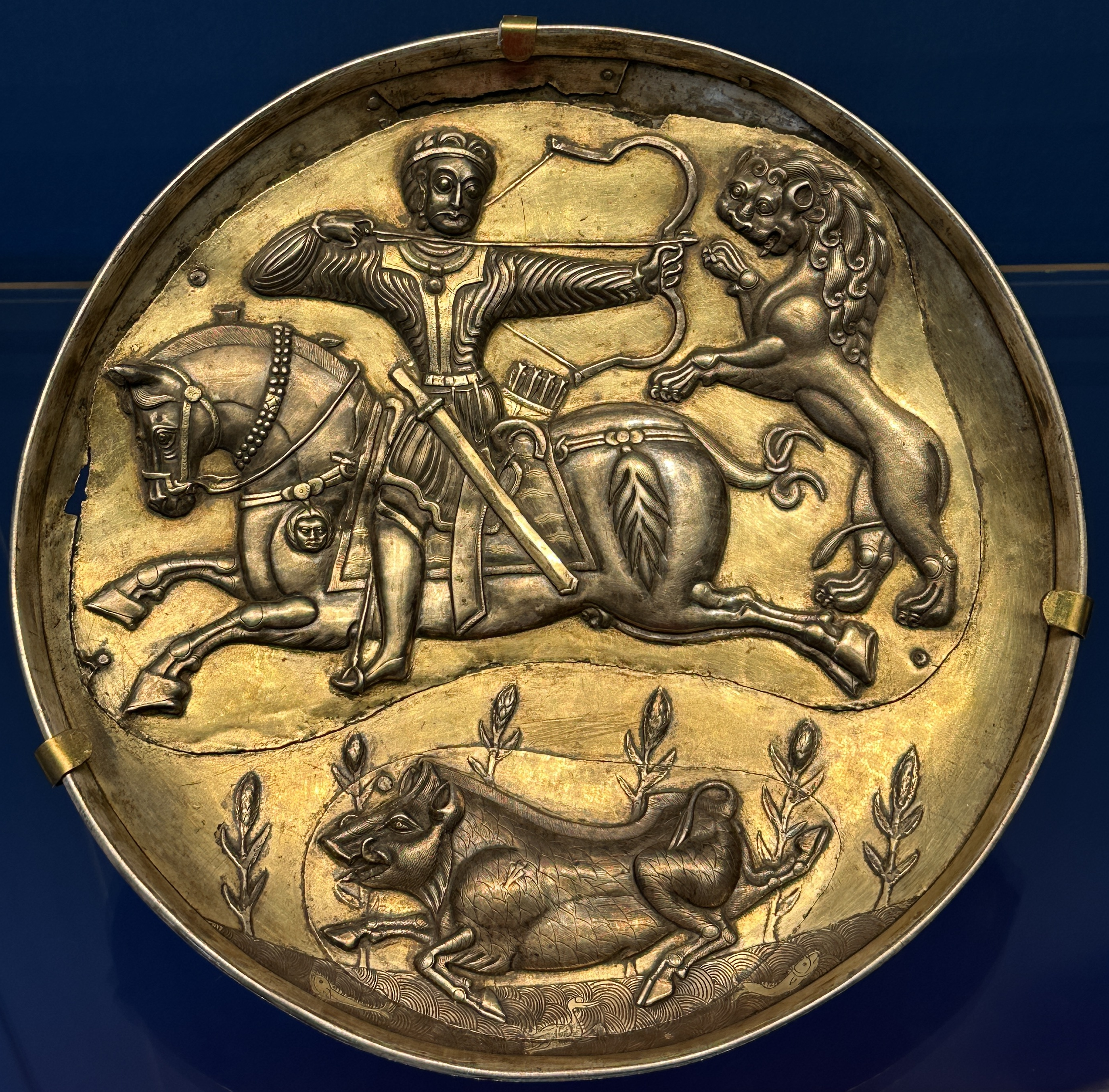
بشقابی نقره‌ای با نقش فردی در حال شکار
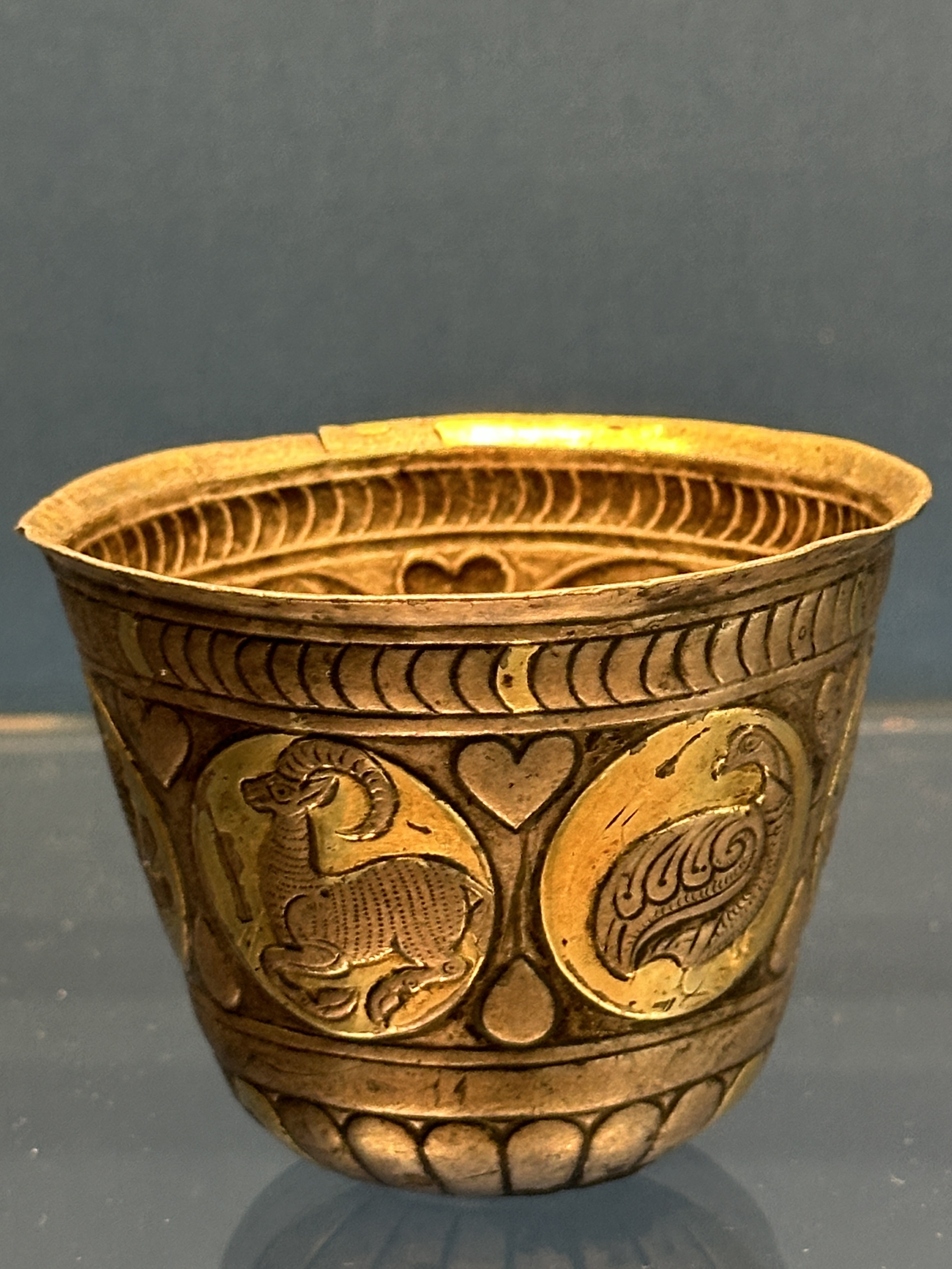
بشقابی نقره‌ای با نقش بز و پرنده
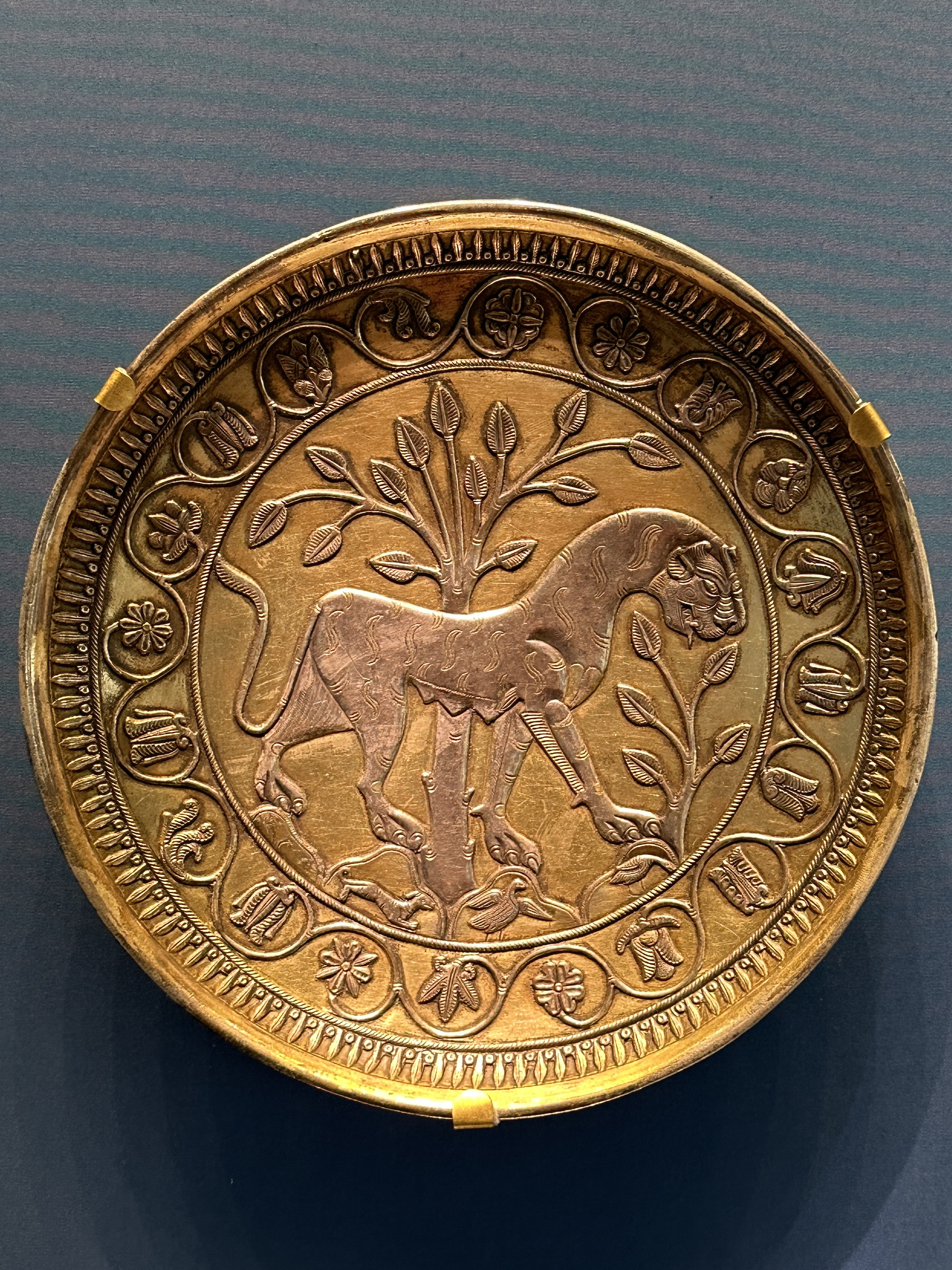
بشقاب نقره‌ای با تصویری از یک شیر ماده در میان درختان
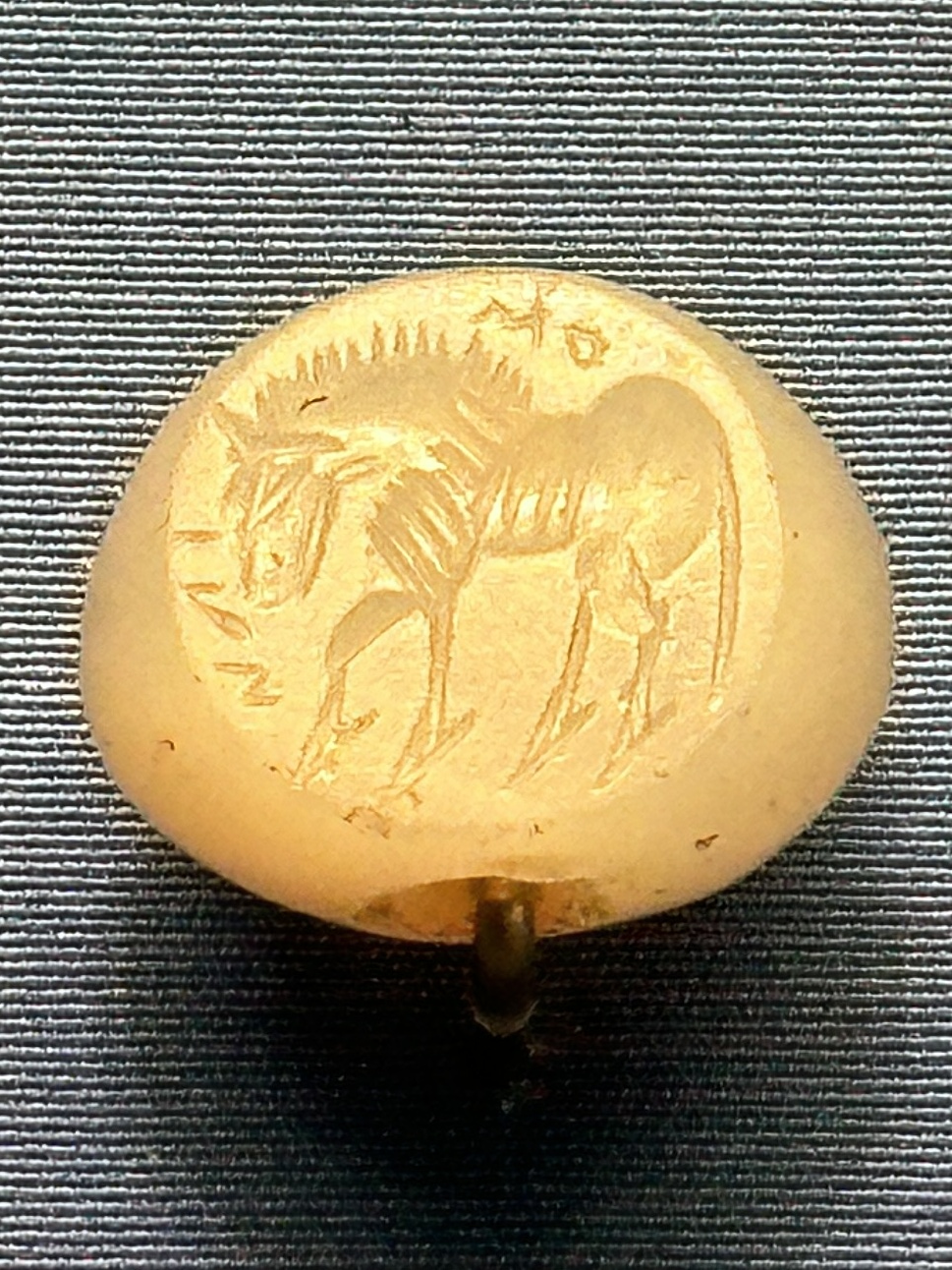
مُهری با نقش یک اسب
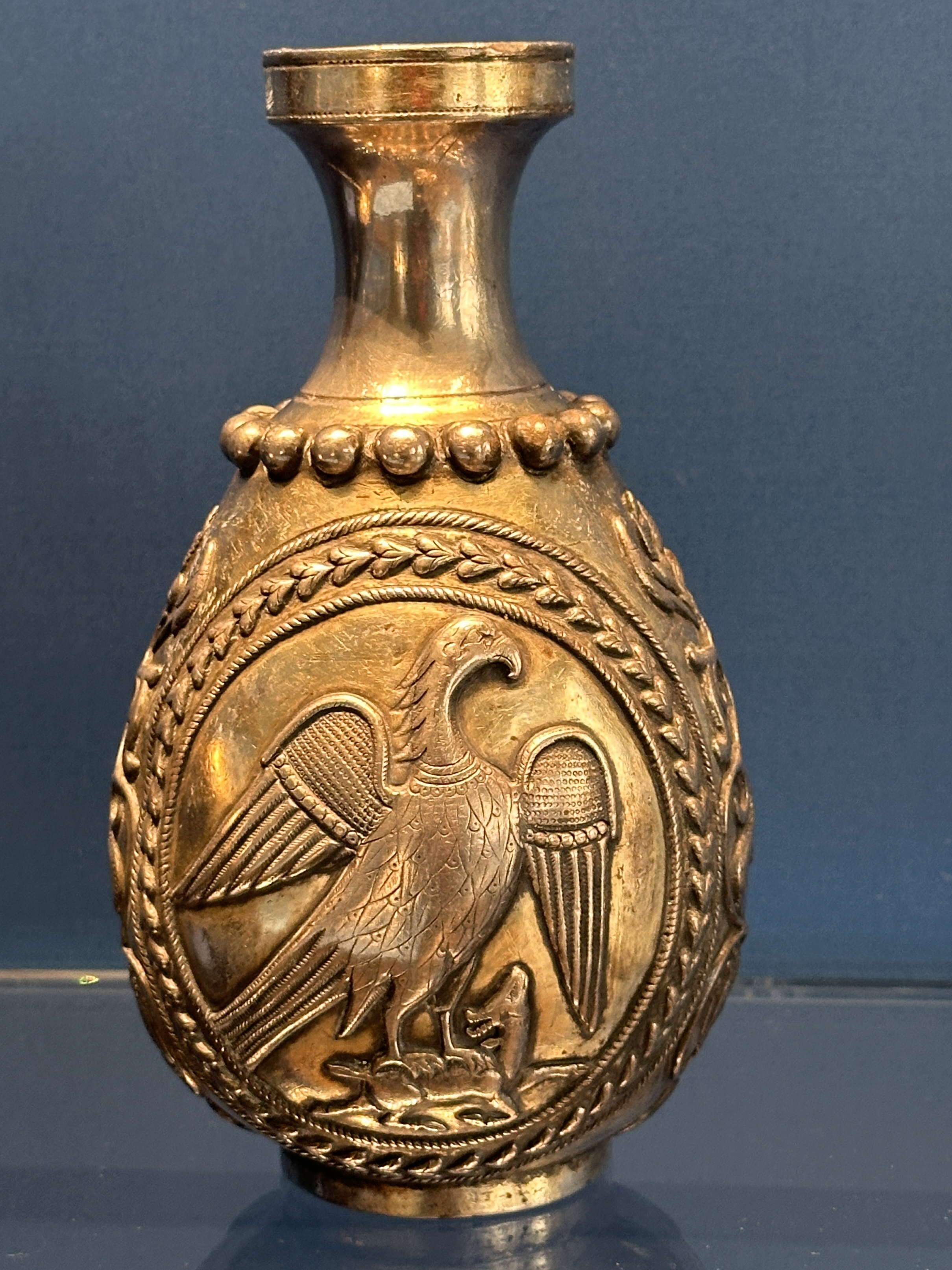
ظرفی نقره‌ای با تصویر عقابی که غزالی را در چنگال‌های خود نگه داشته است
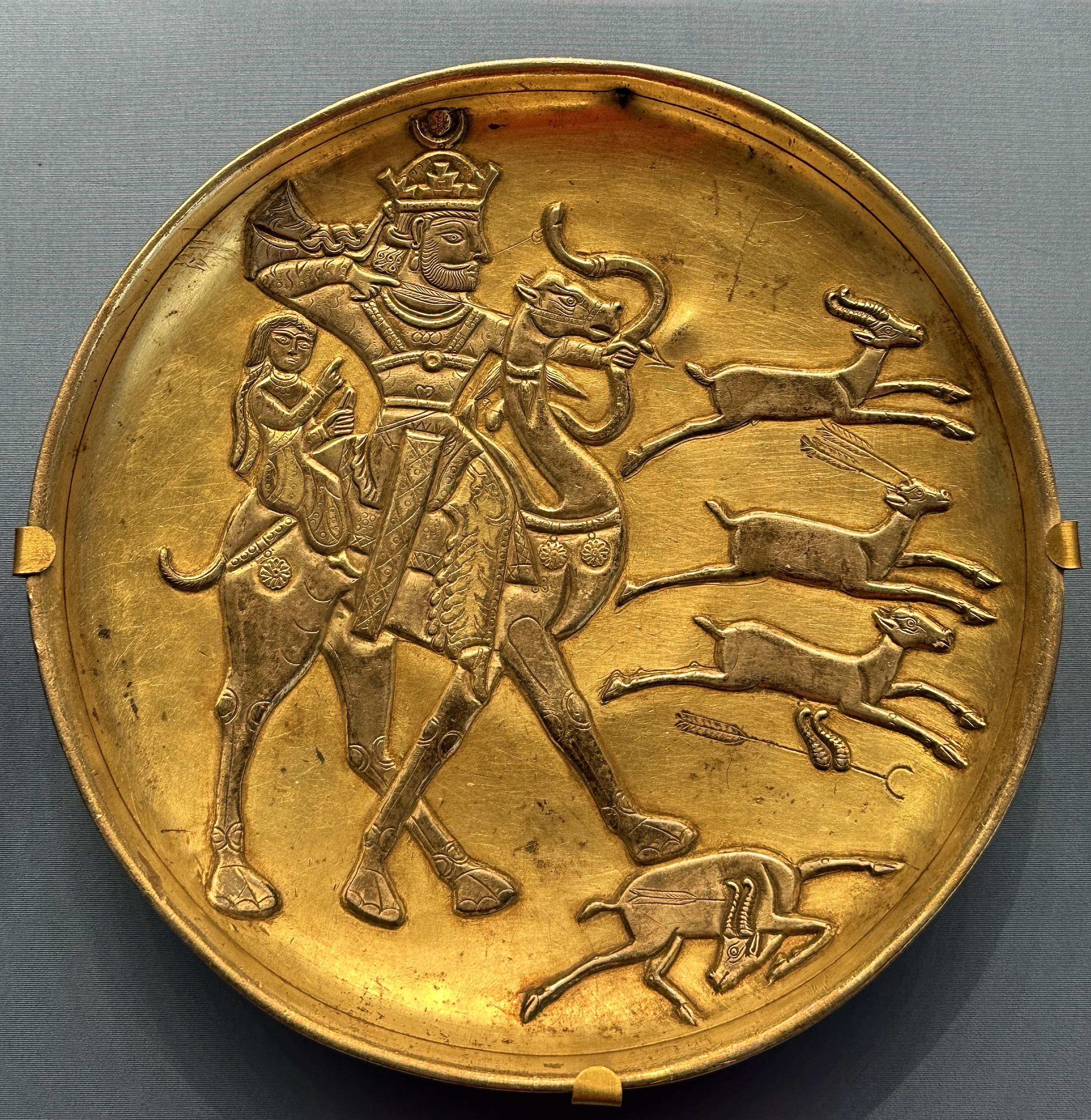
بشقابی نقره‌ای با نقش بهرام گور و آزاده در حال شکار
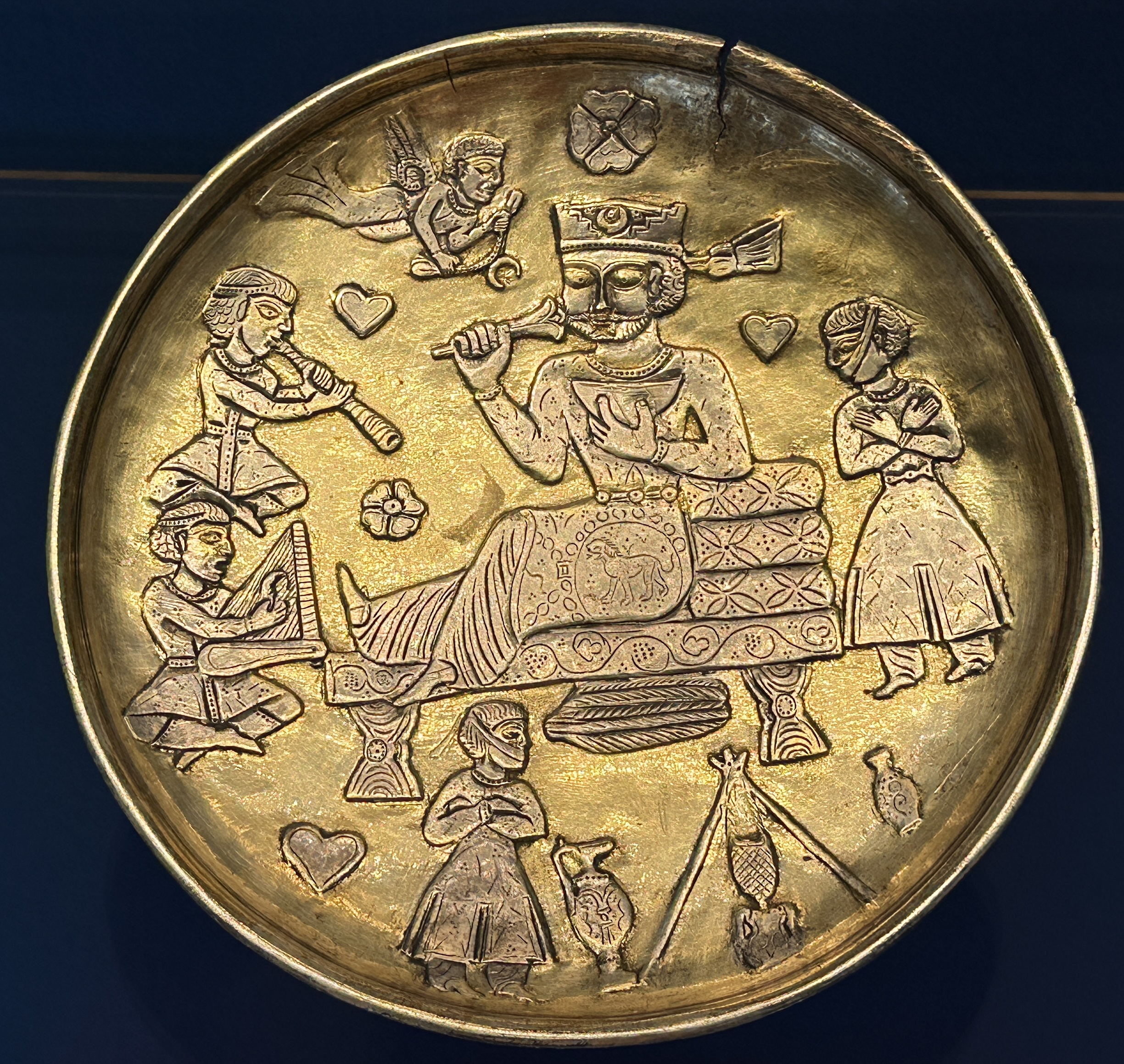
بشقابی نقره‌ای با نقش شاهی بر تخت‌نشسته که توسط خنیاگران و خدمتکاران احاطه شده